# Ray Anthony
Pour les articles homonymes, voir Anthony.
Ray Anthony, de son vrai nom Raymond Antonini, est un trompettiste et chef d'orchestre de jazz américain né à Bentleyville (Ohio) le 20 janvier 1922.

## Biographie
Raymond Antonini nait en 1922, à Bentleyville. Sa famille s'établit à Cleveland (Ohio). Là, à l'âge de 5 ans, il commence à apprendre la trompette.
En 1938, il commence sa carrière dans l'orchestre d'Al Donahue.De novembre 1940 à juillet 1941, il est membre du big band de Glenn Miller. Après six mois dans l'orchestre Jimmy Dorsey, il rejoint en 1942, durant la Seconde Guerre mondiale, un orchestre de danse de la Navy basé dans le Pacifique qu'il dirige jusqu'en 1946.
En 1946, revenu à la vie civile, il forme son propre orchestre sous l'égide de la firme Capitol. Cette formation est plus un orchestre de danse qu'un réel big band de jazz. On y retrouve cependant des jazzmen comme Conte Candoli, Plas Johnson, Conrad Gozzo, Mel Lewis, Alvin Stoller. L'orchestre connaît, jusqu'à la fin des années 1950, un grand succès commercial. Entre 1946 et 1960, l'orchestre enregistre une centaine de lp et plus de 500 « singles ». Des reprises de thèmes comme Dancing in the dark, Peter Gunn, Dragnet, The Bunny Hop, Harbor Lights deviennent, à l'époque, des tubes. Ray Anthony et son orchestre apparaissent dans une dizaine de films hollywoodiens (dont « Papa longues jambes » aves Fred Astaire en 1955). Ils travaillent aussi beaucoup pour la télévision (Anthony anime différents shows réguliers pour les chaînes ABC puis CBS).
Dans les années 1960, l'âge d'or des big bands étant terminé, Ray Anthony se produit en sextet accompagnant un duo vocal féminin. Son spectacle, la « Bookend Revue », est à l'affiche pendant plusieurs années à Las Vegas avant d'être présentée lors de tournées internationales. En 1976, Ray Anthony fonde sa propre compagnie de disques, « Space Records ».
Dans les années 1980, il reforme un big band qui se produit essentiellement dans les lycées et universités. Cette formation est aujourd'hui encore en activité.

## Style
Comme trompettiste, Ray Anthony joue dans un style assez proche de celui d'Harry James. La musique de son orchestre tient plus de la variété instrumentale que du jazz, mais on peut trouver au sein de ses multiples enregistrements de très agréables surprises.